# Lockheed EC-130
El Lockheed EC-130 es una modificación del C-130 Hercules usada para llevar a cabo operaciones psicológicas (PSYOP) y misiones de difusión civil en las bandas estándar AM, FM, HF, TV y bandas de comunicación militares. Las misiones son realizadas a la máxima altitud posible para garantizar las pautas de propagación óptima. El EC-130 vuela tanto de noche como de día con igual éxito, y tiene capacidad para ser reabastecido en vuelo. Los objetivos pueden ser tanto personal civil como militar. El Commando Solo es usado exclusivamente por la 193d Special Operations Wing, con base en el Aeropuerto Internacional Harrisburg en Middletown, Pensilvania. 
Otras variantes del EC-130 son el ABCCC y el Compass Call. El ABCCC es un «centro de control y mando en el campo de batalla aerotransportado» usado como un puesto de mando aerotransportado. Por último, pero no menos importante, el Compass Call es una plataforma de interferencia de comunicaciones aerotransportada. Fue usado extensivamente en la Guerra del Golfo para quebrantar las comunicaciones iraquíes tanto a nivel estratégico como táctico.

## Variantes

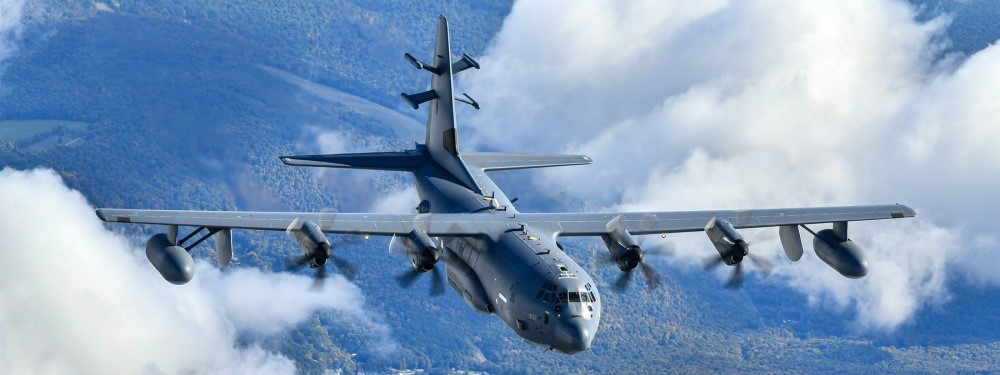
EC-130J Commando Solo

EC-130E Commando Soloel EC-130E Commando Solo entró en servicio en 1978 como EC-130E Coronet Solo, en 1983 fue redesignado Volant Solo, y después Commando Solo.
EC-130E Commando Solo IIactualización del Commando Solo en los años 1990. Sustituido por el EC-130J Commando Solo III a partir de 2003, él último ejemplar fue retirado de servicio en 2006.
EC-130H Compass Call
EC-130J Commando Solo IIImodificación del C-130J Super Hercules que reemplazó al EC-130E Commando Solo II a partir de 2003. La tripulación mínima de 6 personas y la normal de 10.

## Especificaciones (EC-30J Commando Solo III)
Referencia datos: 

### Características generales
- Tripulación: 6 - 10 (piloto, copiloto, Oficial de Sistemas de Combate, oficial de sistemas de misión, jefe de carga, hasta 5 operadores de sistemas de comunicaciones electrónicas)
- Longitud: 29,7 m
- Envergadura: 29,7 m
- Altura: 11,8 m
- Peso máximo al despegue: 69.750 kg
- Planta motriz: 4× turbohélice Rolls-Royce AE 2100-D3.
  - Potencia: 4.637 HP cada uno.
- Hélices: 1× de 5 palas por motor.

### Rendimiento
- Velocidad crucero (Vc): 540 km/h
- Alcance: 4.260 km
- Radio de acción: km
- Alcance en combate: km
- Alcance en ferry: km
- Techo de vuelo: 8.500 m (28.000 ft)

### Desarrollos relacionados
- Lockheed C-130 Hercules
- Lockheed AC-130
- Lockheed EC-130H Compass Call
- Lockheed HC-130
- Lockheed MC-130
- Lockheed WC-130